# Numero di Stanton
Il numero di Stanton, {\displaystyle \mathrm {St} } è un numero adimensionale utilizzato nello studio della convezione forzata.

## Definizione matematica
È definito come:
{\displaystyle \mathrm {St} ={\frac {h}{\rho vc_{p}}}}
dove, utilizzando le unità di misura del sistema internazionale:
- {\displaystyle h} è il coefficiente di scambio termico, {\displaystyle \left[\mathrm {W} \,\mathrm {m} ^{-2}\mathrm {K} ^{-1}\right]};
- {\displaystyle \rho } è la densità, {\displaystyle \left[\mathrm {kg} \,\mathrm {m} ^{-3}\right]};
- {\displaystyle v} è la velocità, {\displaystyle \left[\mathrm {m} \,\mathrm {s} ^{-1}\right]};
- {\displaystyle c_{p}} è la capacità termica specifica a pressione costante, {\displaystyle \left[\mathrm {J} \,\mathrm {kg} ^{-1}\mathrm {K} ^{-1}\right]}.

## Correlazione con altri numeri adimensionali
Il numero di Stanton corrisponde al rapporto tra il numero di Nusselt e il numero di Péclet:
{\displaystyle \mathrm {St} ={\frac {\mathrm {Nu} }{\mathrm {Pe} }}={\frac {\mathrm {Nu} }{\mathrm {Re} \mathrm {Pr} }}}

## Interpretazione fisica
Rappresenta il rapporto fra il flusso termico che si realizza ad un’interfaccia e il flusso convettivo di energia termica. È l’analogo per il calore del fattore di attrito (o meglio di f/2).

## Applicazioni
Viene utilizzato nelle espressioni per determinare il coefficiente convettivo termico a convezione forzata, per esempio nella correlazione di Dittus-Boelter.